# Molotov (gruppo musicale)
I Molotov sono un gruppo musicale alternative/rap metal messicano, formatosi a Città del Messico nel 1995.

## Storia dei Molotov
I loro testi, un misto fra inglese e spagnolo, sono cantati e rappati da tutti i membri del gruppo. Musicalmente i Molotov mescolano linee di basso pesanti con potenti riff di chitarra. Molte canzoni come Gimme Tha Power oppure Frijolero sono d'ispirazione politica, e trattano di questioni come la situazione politica del Messico e l'immigrazione messicana negli Stati Uniti. I testi della band sono spinti, scherzosi e frequentemente aggressivi.
Il 2007 ha visto il ritorno della band, dopo tre anni di assenza, con la pubblicazione del loro sesto album, Eternamiente.
Nel 2008 un loro pezzo, Apocalypshit tratto dall'album omonimo, fa parte della colonna sonora del primo episodio della serie Breaking Bad, durante la scena del camper.
A novembre 2012 il loro album dal vivo Desde Rusia con amor riceve il premio Grammy Latino come miglior album rock.

## Formazione

### Formazione attuale
- Tito Fuentes – voce, chitarra, basso (1995-presente)
- Mickey "Huidos" Huidobro – basso, batteria, chitarra voce (1995-presente)
- Paco Ayala – chitarra, basso, batteria, voce (1996-presente)
- Randy "El Gringo Loco" Ebright – batteria, chitarra, voce (1996-presente)

### Ex componenti
- Javier de la Cueva – basso (1995-1996)
- La Quesadillera – batteria (1995-1996)
- Pier Lomas – flauto

## Discografia

### Album in studio
- 1997 – ¿Dónde Jugarán Las Niñas?
- 1999 – Apocalypshit
- 2003 – Dance and Dense Denso
- 2004 – Con Todo Respeto
- 2007 – Eternamiente
- 2014 – Agua Maldita
- 2023 – Sólo D’Lira

### Album di remix
- 1998 – Molomix

### Album dal vivo
- 2012 – Desde Rusia con Amor

### Apparizioni in compilation
- 1999 – A Compilation of Warped Music II